# Angélique Babel
Angélique Babel eller Madame Pierre-Edme Babel, född Darcy 1723, död 1780, var en fransk konsthantverkare.
Hon var gift med gravören Pierre-Edmé Babel, som designade prydnadsföremål och annan inredning till det kungliga franska hovet i Versailles. När hennes make avled övertog hon på hans önskan företaget och drev det med framgång till sin död. Flera möbler och andra föremål som producerats av hennes verkstad finns bevarade.